# 聖錫爾韋斯特

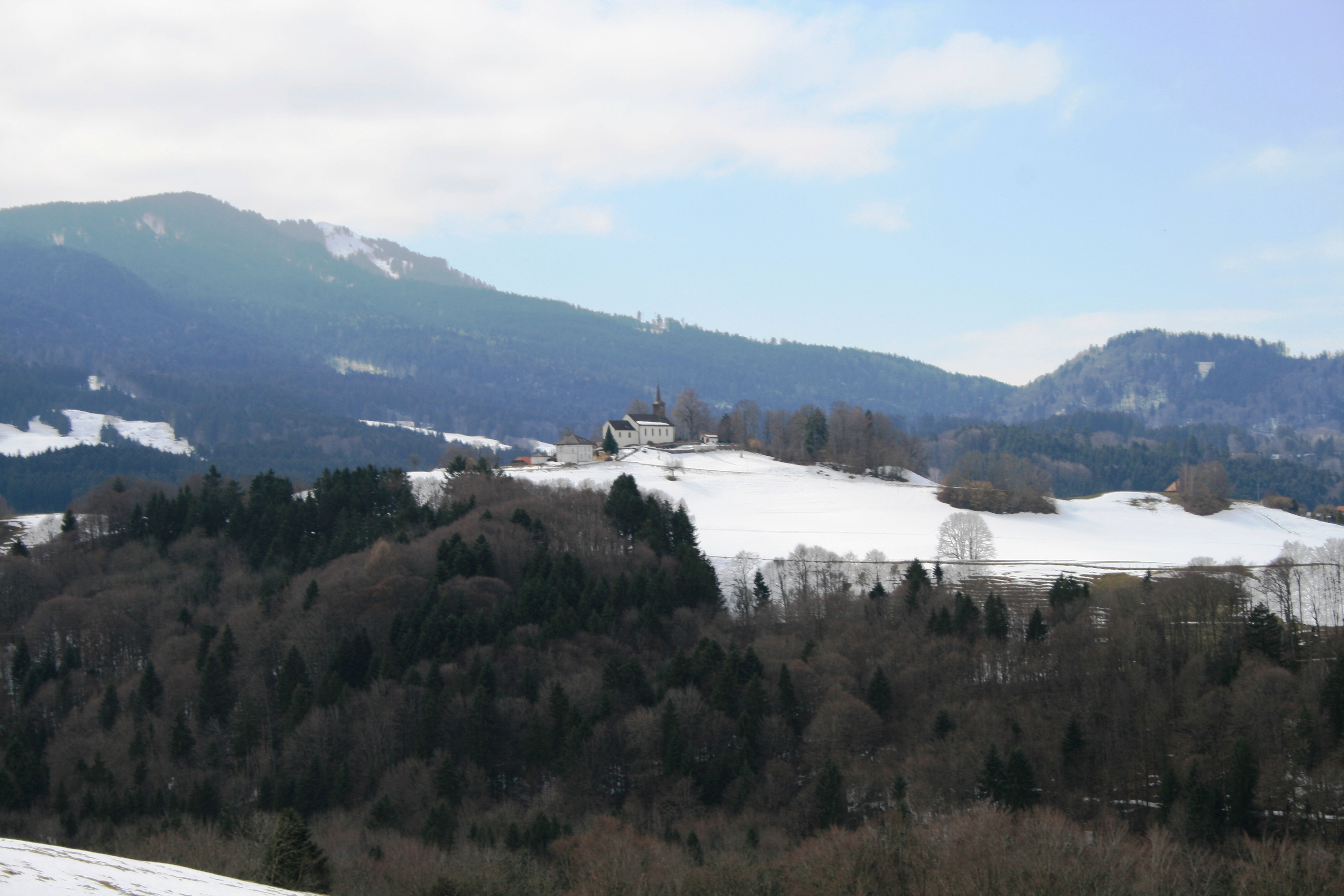

聖錫爾韋斯特是瑞士的城鎮，位於該國西部，由弗里堡州負責管轄，面積7.07平方公里，海拔高度848米，2011年人口935，八成半人口信奉羅馬天主教，人口密度每平方公里132人。

## 外部連結
- Official website （页面存档备份，存于） （德文）